# 메르베 볼루우르
메르베 볼루우르(튀르키예어: Merve Boluğur, 1987년 9월 16일 ~ )는 튀르키예의 배우, 모델이다. 드라마 《무흐테솀 유즈이을》의 누르바누 술탄 역과 드라마 《쿠제이 귀네이》로 이름을 알렸다.